# Charlotte Frimodt
Charlotte Frimodt (født 28. juni 1862 i København ; død 5. februar 1950 i København. Begravet på Assistens Kirkegård) var en dansk maler.
Frimodt malede det danske landskab, arkitektur og blomster og har udført dekorationsarbejde på Københavns Rådhus under Jens Møller-Jensen.
| - Værker af Charlotte Frimodt efter år - Bondeinteriør med stående kvinde, 1893 - Udsigt fra bispegården i Ribe imod Hovedengen, 1903 - Udsigt til Frederiksborg Slot fra Slotshaven, 1910 - Ebeltoft, udsigt fra kirkegården, 1918 - Parti fra Regensens gård, 1920 - Interiør, 1930 - Forsamlingshus I forgrunden Dannebrog |